# Шот Микола Миколайович
Микола Миколайович Шот нар. 5 січня 1961, с. Вільшаниця, УРСР) — український журналіст. Член НСЖУ (1989), заслужений журналіст України (2019).

## Життєпис

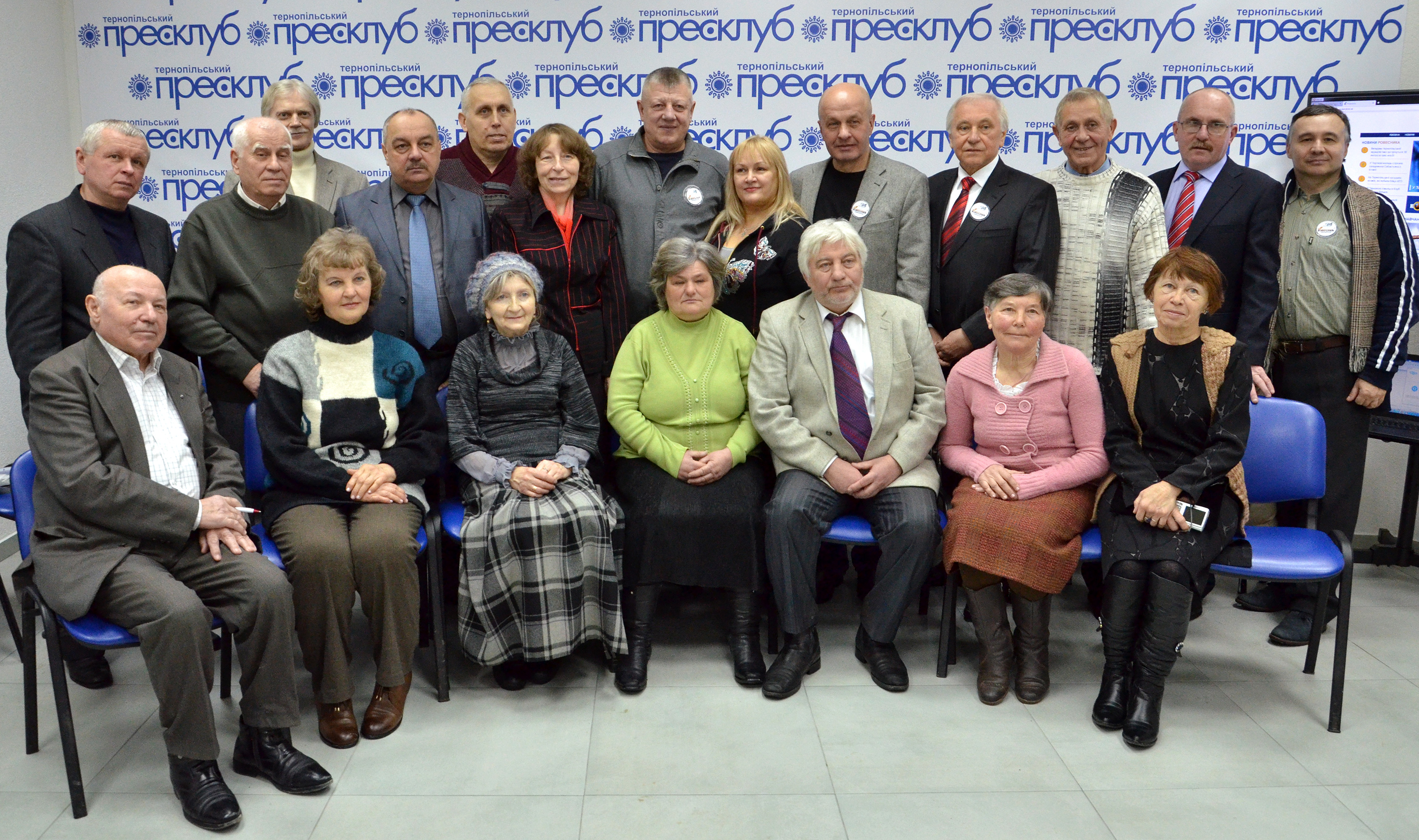
Зустріч журналістів-ветеранів газети «Ровесник» у Тернопільському прес-клубі

Микола Миколайович Шот народився 5 січня 1961 року в селі Вільшаниця Яворівського району Львівської області, тоді УРСР.
З відзнакою закінчив факультет журналістики Львівського державного (нині — національний) університету імені Івана Франка (1986) й отримав скерування в Тернопільську молодіжну газету «Ровесник».
У 1991 р. очолив відділ регіональної газети «Західна Україна». Від 1993 р. на посаді старшого, а згодом головного редактора студії телебачення в Тернопільській державній телерадіокомпанії. Тут створив чимало відеофільмів про Тернопільський край, його героїчне минуле й сьогодення. Широкої популярності набула його програма «Ім'я» — зустрічі зі знаними людьми.
У травні 1999 р. очолив новостворену газету «Досьє 02».
У квітні 2003 р. перейшов на роботу в редакцію газети обласної державної адміністрації та обласної ради «Свобода». Стояв біля витоків створення й оновлення газет «Медична академія» та «Університетська лікарня».
Від лютого 2004 р. — власний кореспондент газети «Урядовий кур'єр» у Тернопільській області.

## Творчість
Автор книг:
- «Тихий смуток душі» (2003),
- «На пагорбі долі» (2013),
- «Життємір» (2021),
- «Вогнечас» (2025)[1].

Основу їх склали вибрані газетні матеріали, опубліковані в «Урядовому кур'єрі». Стиль письма автора якнайкраще охарактеризував академік НАН України, відомий вчений-філолог з м. Пряшів (Словаччина) Микола Мушинка: «Ваша книжка „На пагорбі долі“, — зазначає він, — сповнена великої любові до рідного краю та України. Написана надзвичайно легким і привабливим стилем».
Упорядник книги:
- «Борщ сили й здоров'я» (2012)

Автор численних публікацій у газетах і журналах, радіо- та телепрограм на суспільно-політичні, соціально-економічні, історичні, культурні, духовні теми, інтерв'ю з політиками, діячами культури, представниками української діаспори.

## Відзнаки
- лауреат обласної журналістської премії «Становлення» (1988),
- лауреат першого Всеукраїнського телефестивалю «Народ мій є, народ мій завжди буде» (1993),
- Почесна грамота Кабінету Міністрів України (2010),
- «Людина року», м. Тернопіль (2013),
- численні грамоти та відзнаки Тернопільських обласної державної адміністрації та обласної ради, міської ради, а також Національної спілки журналістів України,
- лауреат обласної премії імені Володимира Здоровеги в галузі журналістики (2015),
- відзнака «ORA et LABORA» («Молися та працюй») Академії соціального управління та Фонду реєстрації неординарних ідей й проектів (2018),
- Заслужений журналіст України (22 січня 2019) — за значний особистий внесок у державне будівництво, зміцнення національної безпеки, соціально-економічний, науково-технічний, культурно-освітній розвиток Української держави, вагомі трудові досягнення, багаторічну сумлінну працю[2].